# Sommersdorf (Landkreis Mecklenburgische Seenplatte)
Sommersdorf ist eine vorpommersche Gemeinde im Landkreis Mecklenburgische Seenplatte. Die Gemeinde liegt südlich von Demmin am Kummerower See und gehört dem Amt Demmin-Land an, das seinen Verwaltungssitz in Demmin hat. Bis 2004 wurde Sommersdorf vom Amt Borrentin verwaltet.

## Geografie und Verkehr
Sommersdorf liegt etwa zwölf Kilometer nördlich von Stavenhagen und 17 Kilometer südlich von Demmin. Die Bundesstraße 194 verläuft östlich der Gemeinde. Sommersdorf befindet sich am Ostufer des Kummerower Sees. Ortsteile der Gemeinde sind Sommersdorf und Neu Sommersdorf.

## Geschichte
Sommersdorf wurde erstmals im Jahr 1222 urkundlich erwähnt. Bis zur Auflösung des Klosters gehörte es dem Kloster in Verchen. Es wurde dann Nebengut (Pertinenz) zu Kummerow, einem Gut der von Maltzahn. Dann wurde das 800 Hektar große Gut abgetrennt und damit eigenständig. Letzter Besitzer war die Familie Rewoldt. Im Jahr 1924 brannte das Gutshaus ab, wurde aber wieder errichtet. Während der NS-Zeit war das Gutshaus „Bauernhofschule für die Ausbildung von Jungbäuerinnen“.

## Wappen, Flagge, Dienstsiegel
Die Gemeinde verfügt über kein amtlich genehmigtes Hoheitszeichen, weder Wappen noch Flagge. Als Dienstsiegel wird das kleine Landessiegel mit dem Wappenbild des Landesteils Vorpommern geführt. Es zeigt einen aufgerichteten Greifen mit aufgeworfenem Schweif und der Umschrift „GEMEINDE SOMMERSDORF * LANDKREIS MECKLENBURGISCHE SEENPLATTE“.

## Sehenswürdigkeiten
→ Siehe: Liste der Baudenkmale in Sommersdorf (Landkreis Mecklenburgische Seenplatte)
- Gutshaus Sommersdorf
- Dorfkirche Sommersdorf aus dem 17. Jahrhundert
- Seeufer des Kummerower Sees am Campingplatz Sommersdorf

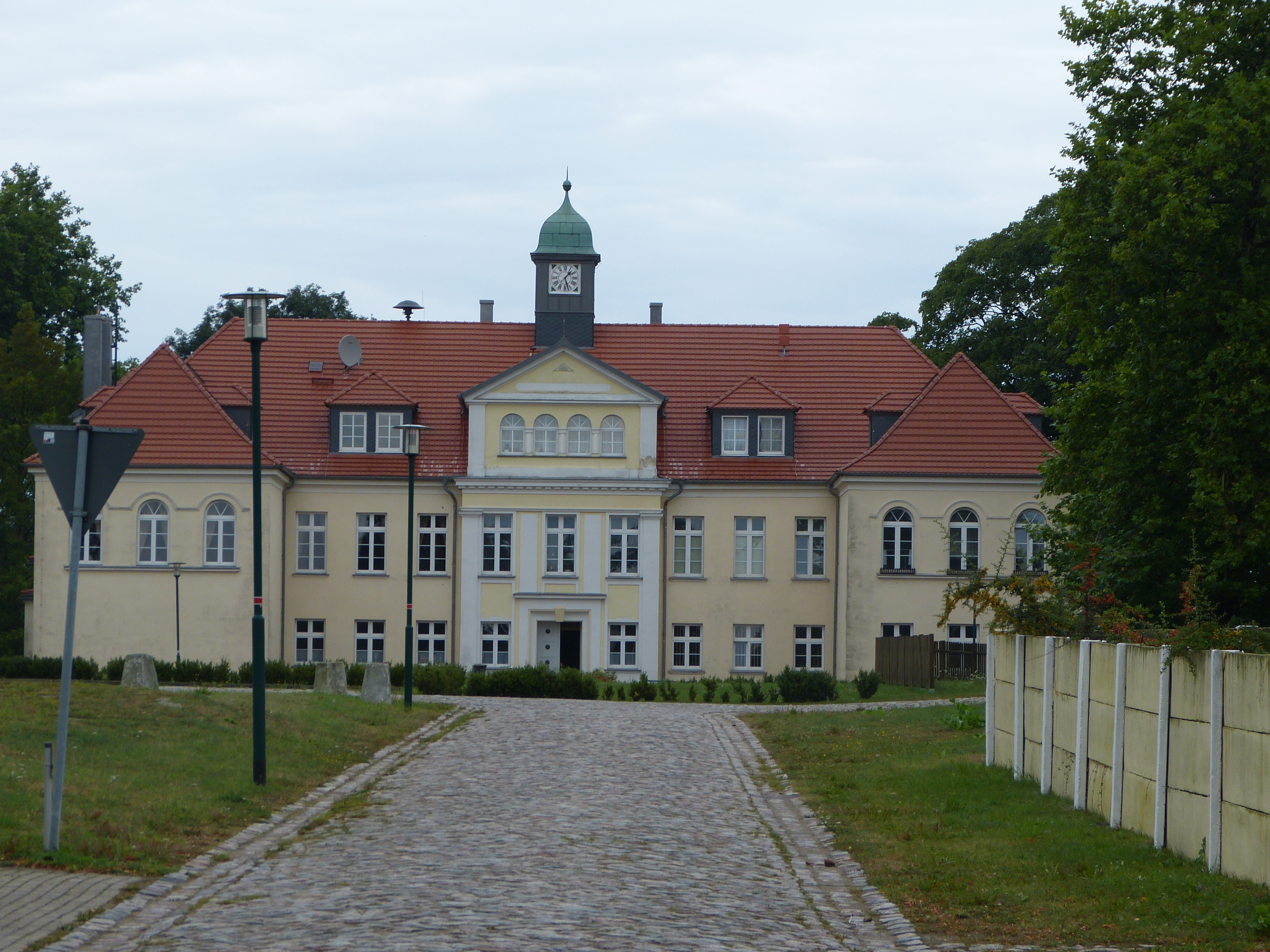
Gutshaus Sommersdorf
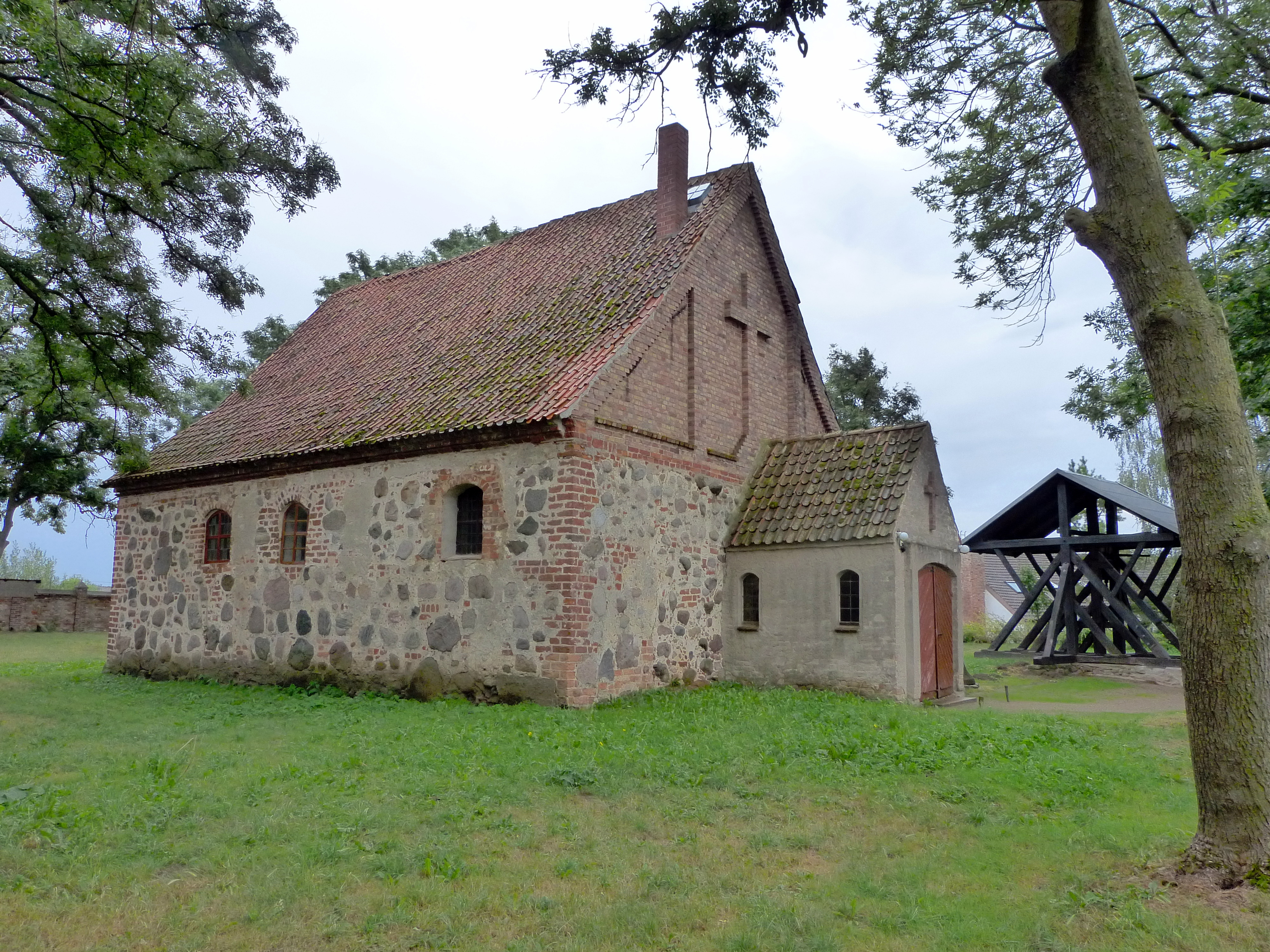
Kirche Sommersdorf aus NW
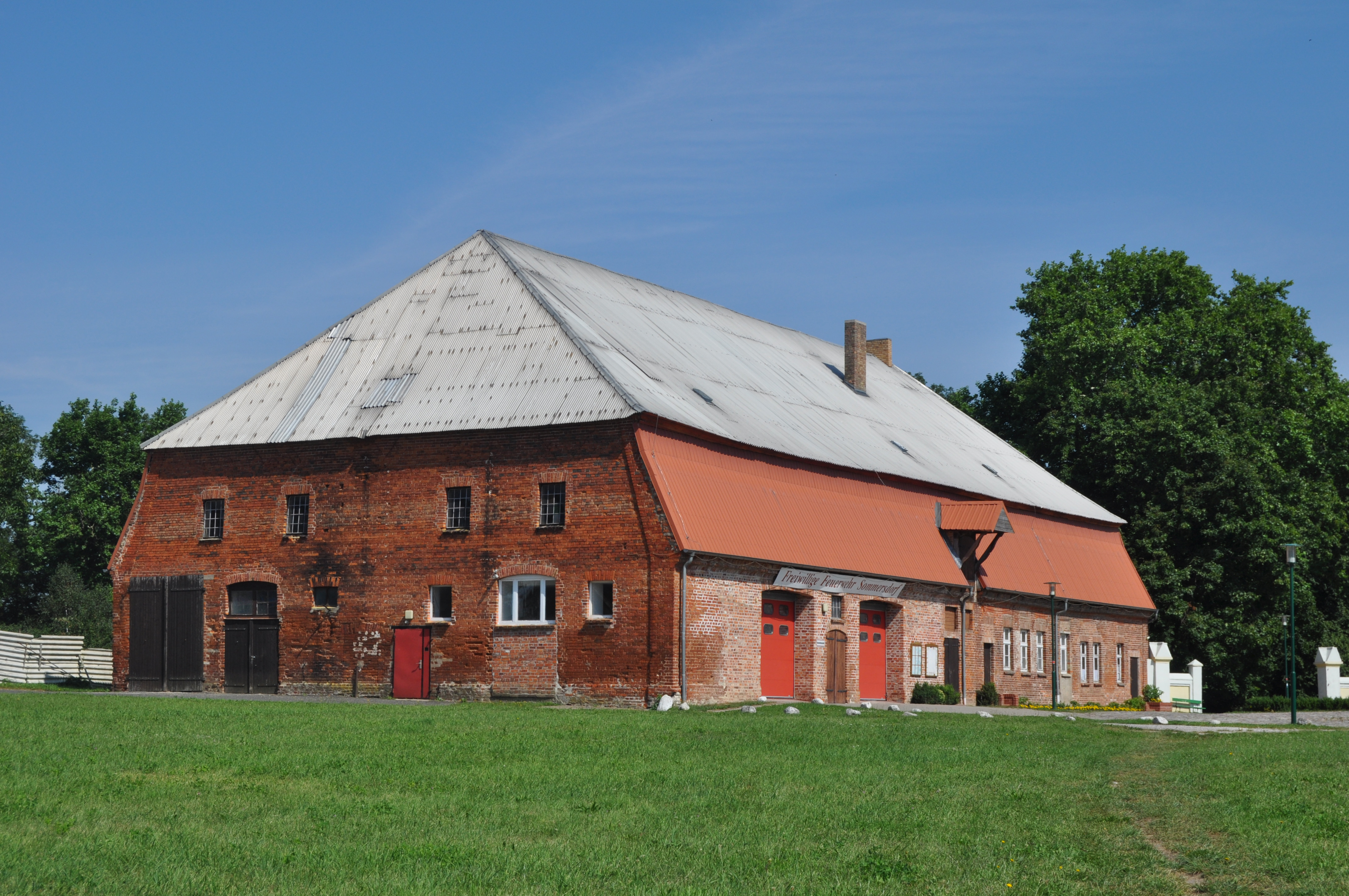
Stallspeicher Gut Sommersdorf
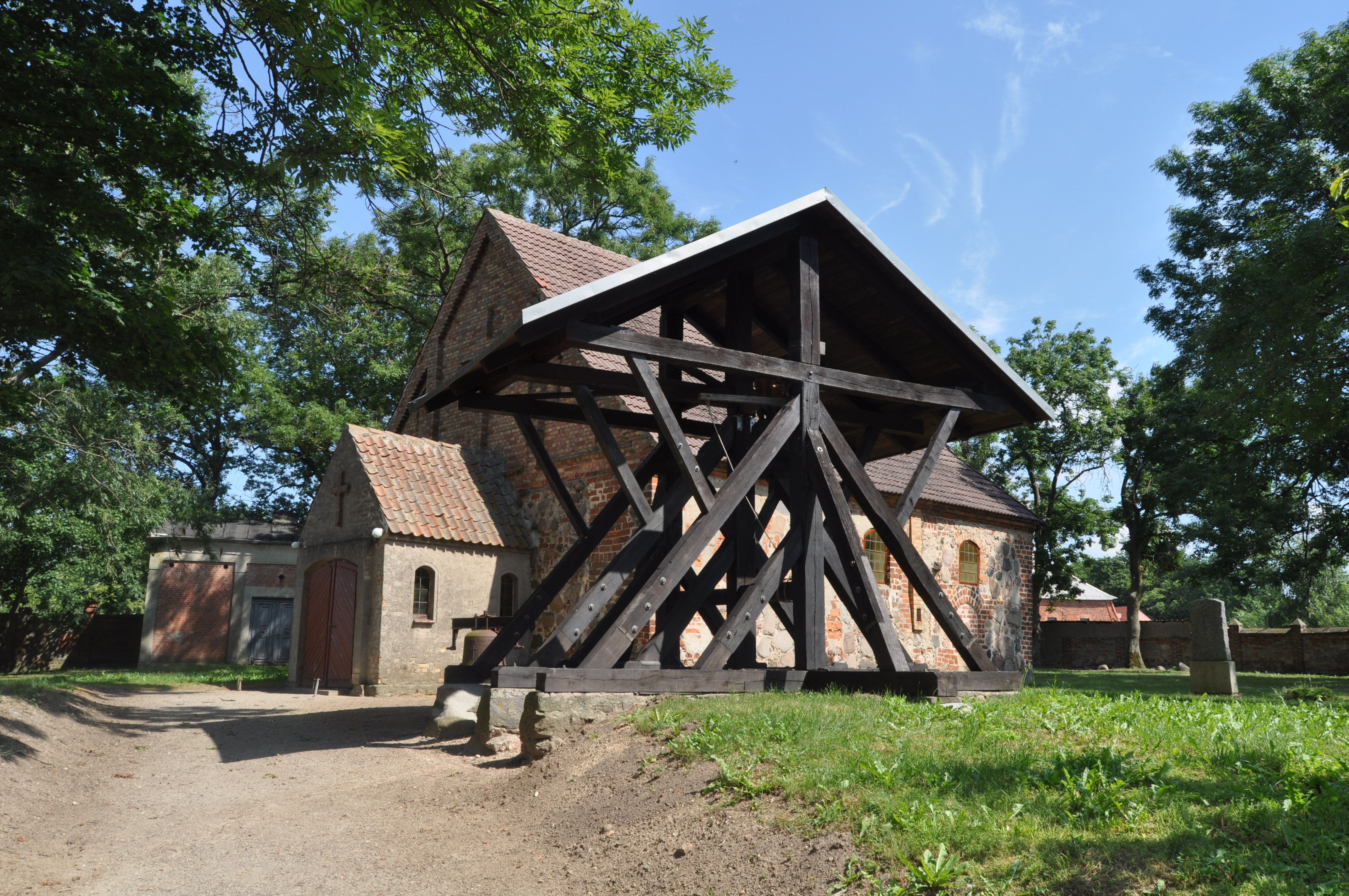
Kirche und Glockenstuhl Sommersdorf aus SW
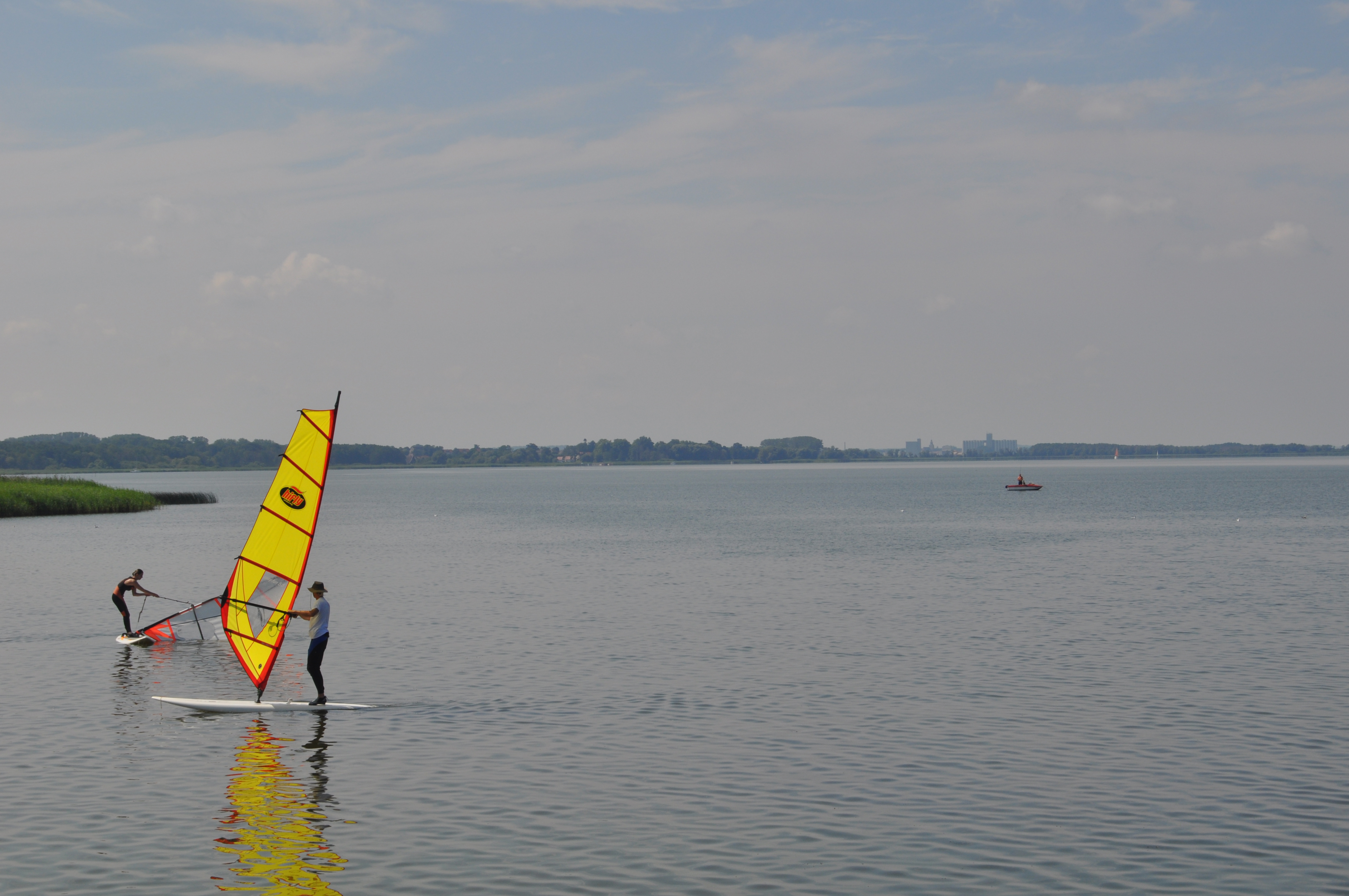
Kummerower See am Campingplatz Sommersdorf – Blick nach Malchin

## Persönlichkeiten
- Rudolf von Maltzahn (1834–1885), Gutsbesitzer, Mitglied des Reichstags
- Bogislav von Heyden-Linden (1853–1909),  preußischer Generalmajor